# 巨喙环企鹅
巨喙环企鹅（种加词来自希腊语; megas意为大的, ramphos则意为喙）是一种生活在晚中新世秘鲁的已灭绝企鹅。值得注意的是，巨喙环企鹅是已知的环企鹅中体型最大的成员，同时，他也有着整个环企鹅属中同比例下最大的喙。
该物种于 2003 年由 Marcelo Stucchi 根据在秘鲁西南部的皮斯科盆地中发现的化石描述。 
巨喙环企鹅身高约三英尺，比所有现存的环企鹅更大更强壮。与现存的秘鲁企鹅相比， 巨喙环企鹅的喙要大得多——巨喙企鹅的喙的长度占据了整个头骨长度的一半以上，而秘鲁企鹅的喙和头盖骨的长度大致相等。
巨喙环企鹅是在 Pisco 组发现的许多已灭绝企鹅物种之一，这里也发现了其他已灭绝的环企鹅，如米氏环企鹅（S. muizoni）和刀喙环企鹅（S. urbinai），后者的大小与巨喙环企鹅相似。

## 古生物学

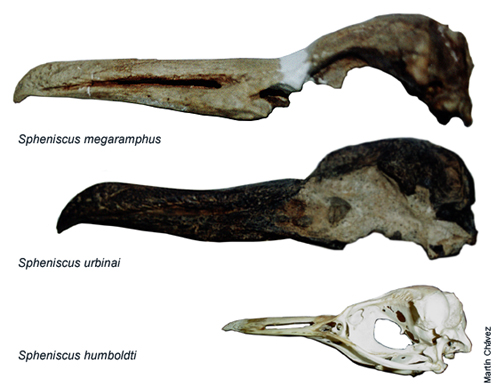
巨喙环企鹅（上），刀喙环企鹅（中），秘鲁企鹅（下）的头骨对比

巨喙环企鹅喙的形状和大小可以让该物种捕食相对较大的猎物。与现存的环企鹅一样，巨喙环企鹅从鱼等食物中获取水，而多余的海盐则通过盐腺排出身体。巨喙环企鹅有相对较大的盐腺，这种特征说明该物种生命中的大部分时间都会在海上度过。